# Prunus mume
Prunus mume, conocido como ume (梅:うめ?), albaricoque japonés, o ciruela china es una especie asiática del género Prunus de la familia de las rosáceas. La flor del ume ha sido tema favorito desde tiempos lejanos en la pintura de China.  

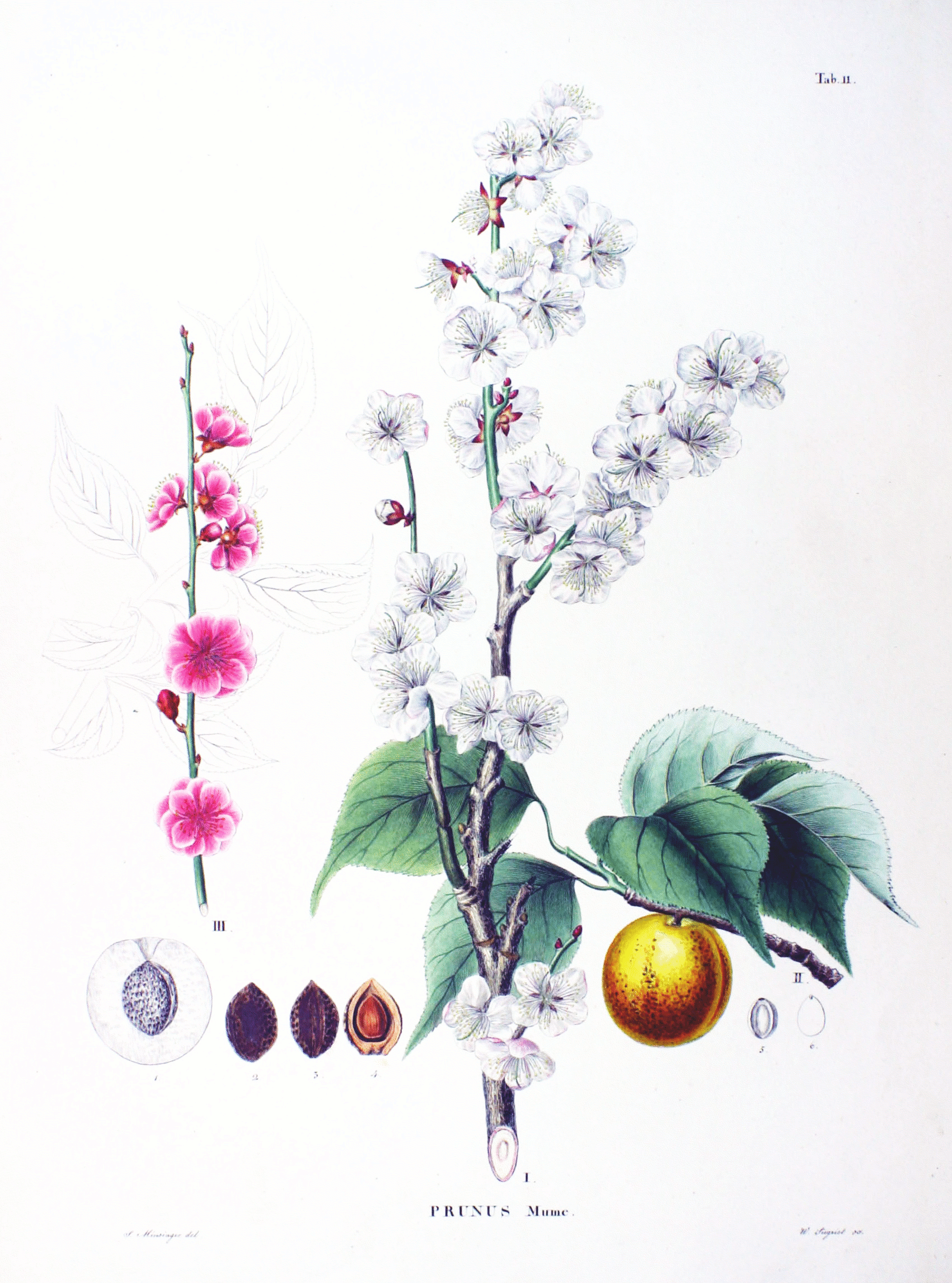
Ilustración.

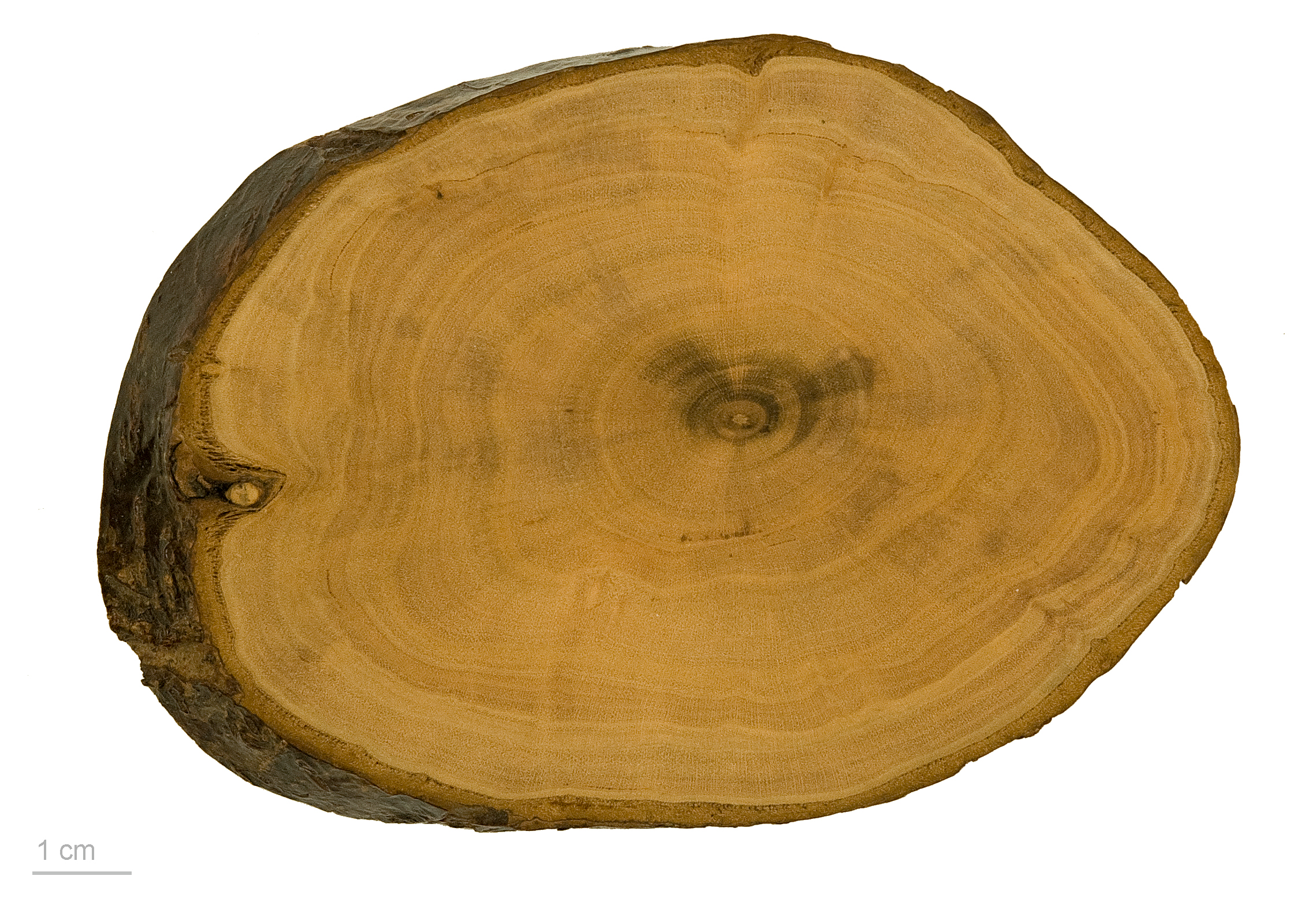
Prunus mume.

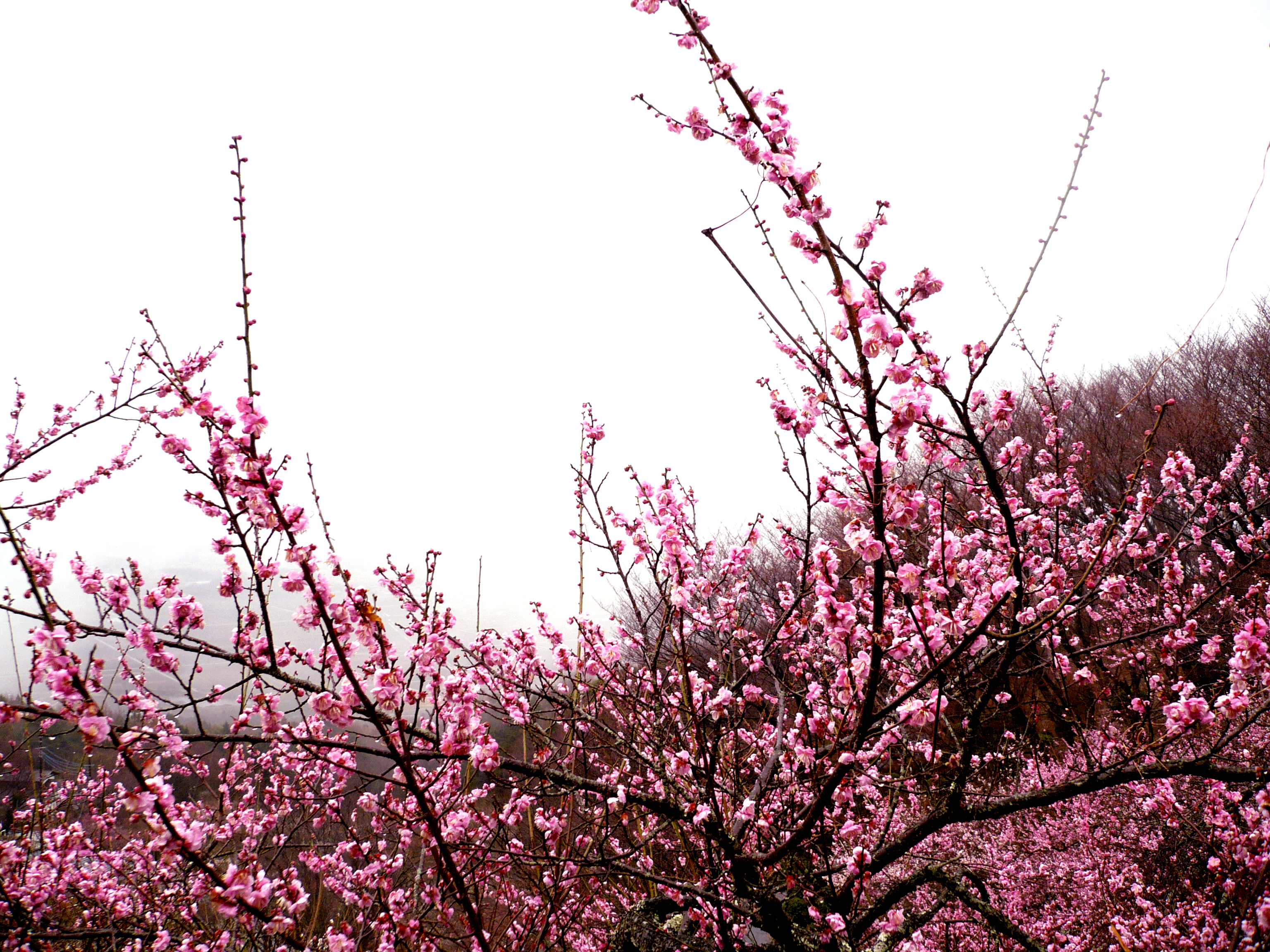
Árbol de ume (prunus mume) en Japón.

## Descripción
El árbol del ume florece antes de que sus hojas salgan al final del invierno, que normalmente ocurre a finales de enero o febrero en el este de Asia. Sus flores tienen cinco pétalos cada una y un diámetro de 1 a 3 centímetros.  El color de sus flores va desde blanco, pasando por el rosa, hasta el rojo intenso. Sus hojas son ovales y punteadas y salen poco después de que las flores hayan caído. Su fruto madura a principios del verano, que es normalmente en junio en el este de Asia. La maduración del fruto coincide con la estación lluviosa en el este de Asia, la cual es conocida en chino como méiyǔ (梅雨), que literalmente significa "lluvia de ume (albaricoque)", los mismos caracteres se leen baiu o tsuyu en japonés. El fruto es redondo con una hendidura que va desde la punta hasta el rabillo. La piel del fruto cambia de verde a amarillo y a veces a un color rojizo cuando madura. Su pulpa se pone amarilla.

## Distribución y hábitat
El árbol del ume es originario de China y después fue llevado a Corea y a Japón. Este árbol se cultiva tanto por su fruto como por sus flores. Aunque también se le llama ciruelo, está en realidad relacionado con el Albaricoque.

## Propiedades
Prunus mume es una fruta común en Asia que se utiliza en la medicina tradicional china. Desde hace tiempo se ha utilizado como una medicina tradicional y en la comida sana en los países del este de Asia. Un estudio reciente ha indicado que el extracto de Prunus mume es un candidato potencial para el desarrollo de un agente antimicrobiano oral para controlar o prevenir enfermedades dentales asociadas con varias bacterias patógenas orales. Estudios recientes también han demostrado que el extracto puede inhibir la Helicobacter pylori, asociado con la gastritis y las úlceras gástricas. Los experimentos en ratas sugieren que, si el extracto se administra durante el entrenamiento de la resistencia, puede aumentar la capacidad oxidativa de ejercitar el músculo esquelético, y puede inducir a que los músculos prefieran los ácidos grasos para su uso como combustible en lugar de aminoácidos o hidratos de carbono y, por lo tanto, puede ayudar a la resistencia.

## Taxonomía
La descripción de Prunus mume fue obra de Philipp Franz von Siebold y Joseph Gerhard Zuccarini y se publicó en Flora Japonica, 1: 29, pl. 11, en 1836.
Sinonimia
- - Armeniaca mume Siebold, Verh. Batav. Genootsch. Kunsten 12:69. 1830,
  - Armeniaca mume K.Koch, Hort. Dendrol. 140, n.º 7. 1853,
  - Armeniaca mume de Vriese, Tuinb. Fl. 1: 1. t. 1. 1855, nom. superfl.
  - Armeniaca mume (Siebold & Zucc.) Carr., Rev. Hort., 564. 1885, nom. superfl.
  - Prunopsis mume (Siebold) André, Rev. Hort. (París). 68: 209. 1890.[9]